# Infamous (film)
Infamous is een biografische film uit 2006 geregisseerd door Douglas McGrath over een periode uit het leven van de schrijver Truman Capote. De film is gebaseerd op het boek van George Plimpton Capote: In Which Various Friends, Enemies, Acquaintances and Detractors Recall His Turbulent Career. In de film wordt beschreven hoe Capote gefascineerd raakte door een moordzaak, waarover hij uiteindelijk zijn boek In koelen bloede zou schrijven. De film werd in première vertoond tijdens het Filmfestival van Venetië.

## Rolverdeling
- Toby Jones - Truman Capote
- Sandra Bullock - Nelle Harper Lee
- Peter Bogdanovich - Bennett Cerf
- Daniel Craig - Perry Smith
- Jeff Daniels - Alvin Dewey
- Hope Davis - Slim Keith
- Gwyneth Paltrow - Kitty Dean
- Isabella Rossellini - Marella Agnelli
- Juliet Stevenson - Diana Vreeland
- Sigourney Weaver - Babe Paley
- Lee Pace - Richard (Dick) Hickock

## Prijzen
Genomineerd:
- 2007 - Independent Spirit Award voor Beste mannelijke bijrol (Daniel Craig)

Gewonnen:
- 2007 - ALFS Award voor Britse acteur van het jaar (Toby Jones)